# The Hardest Way to Make an Easy Living
The Hardest Way to Make an Easy Living è il terzo album di studio del rapper inglese The Streets, pubblicato il 10 aprile 2006.

## Tracce
Testi e musiche di Mike Skinner.
1. Prangin' Out – 3:49
2. War of the Sexes – 3:26
3. The Hardest Way to Make an Easy Living – 3:13
4. All Goes Out the Window – 3:32
5. Memento Mori – 2:36
6. Can't Con an Honest John – 3:40
7. When You Wasn't Famous – 3:18
8. Never Went to Church – 3:32
9. Hotel Expressionism – 3:33
10. Two Nations – 3:05
11. Fake Streets Hats – 3:12

## Classifiche
| Classifiche (2006) | Posizione massima |
| ------------------ | ----------------- |
| Australia          | 16                |
| Austria            | 42                |
| Belgio (Fiandre)   | 19                |
| Belgio (Vallonia)  | 72                |
| Danimarca          | 9                 |
| Francia            | 122               |
| Germania           | 25                |
| Irlanda            | 3                 |
| Norvegia           | 10                |
| Nuova Zelanda      | 21                |
| Paesi Bassi        | 60                |
| Regno Unito        | 1                 |
| Stati Uniti        | 68                |
| Svezia             | 19                |
| Svizzera           | 19                |